# Perdidos na Selva
Perdidos Na Selva, composta pela dupla Júlio Barroso e Guilherme Arantes, é uma canção gravada pela banda Gang 90 e as Absurdettes em 1981, que foi o primeiro sucesso do gênero new wave no Brasil.
Foi esta canção  que fez a banda estourar nacionalmente após ser tocada no Festival MPB Shell de 1981. O clipe da canção foi apresentado oficialmente no programa Fantástico de 2 de agosto de 1981.
Em 1996, a canção foi regravada pela banda Barão Vermelho, sendo lançada em seu disco Álbum, novamente com sucesso.
Em 2010, a canção foi regravada pela banda carioca Seu Cuca, e fez parte da trilha-sonora da novela teen Malhação.

## Regravações
Entre as bandas que já regravaram esta música estão BLITZ, Barão Vermelho, Seu Cuca, entre outros.